# Борисевич, Иван Христианович
Ива́н Христианович (Хрисанфович) Борисевич (1910, Одесса, Херсонская губерния — 1957, Одесса) — советский футболист, нападающий.
Воспитанник футбольной школы Одесской джутовой фабрики. Играл за команды «Динамо» Казань (1935—1936) и «Динамо» / «Пищевик» / «Спартак» Одесса (1937—1941, 1945). В чемпионате СССР в 1938—1939 годах сыграл 30 матчей, забил шесть голов. В девяти аннулированных играх чемпионата 1941 года забил три гола.
Утонул в море в 1957 году.
Младший брат Георгий также футболист.